# Bailén
Bailén es una ciudad y municipio español perteneciente a la provincia de Jaén, en la comunidad autónoma de Andalucía. Bailén está ubicado en la comarca de Sierra Morena, paso natural de las vías de comunicación que enlazan el centro, este y norte de la península ibérica con el sur. Cuenta con una población de 17 264 habitantes (INE 2024).
La ciudad de Bailén dispone de una gran actividad industrial de la cerámica, vino y la hostelería, junto con el cultivo de herbáceos y el desarrollo de una industria oleícola. El término municipal de Bailén limita con los municipios de Baños de la Encina y Guarromán al norte y oeste, Linares al este, al sur con Jabalquinto y Espeluy, y con Villanueva de la Reina.
La iglesia parroquial de Nuestra Señora de la Encarnación, que fue construida en el siglo XV, en estilo gótico isabelino, es uno de los máximos exponentes arquitectónicos de la localidad, declarada Monumento Histórico. También destacan las ermitas de Nuestra Señora de la Soledad (siglo XV), de estilo gótico, las ermitas de Jesús y de El Cristo, ambas de estilo barroco (siglo XVIII), la de la Virgen de Zocueca, construida entre los siglos XVII y XVIII y la parroquia de San José Obrero, junto con su barrio, que celebra sus fiestas en su honor el día 1 de mayo.

## Geografía

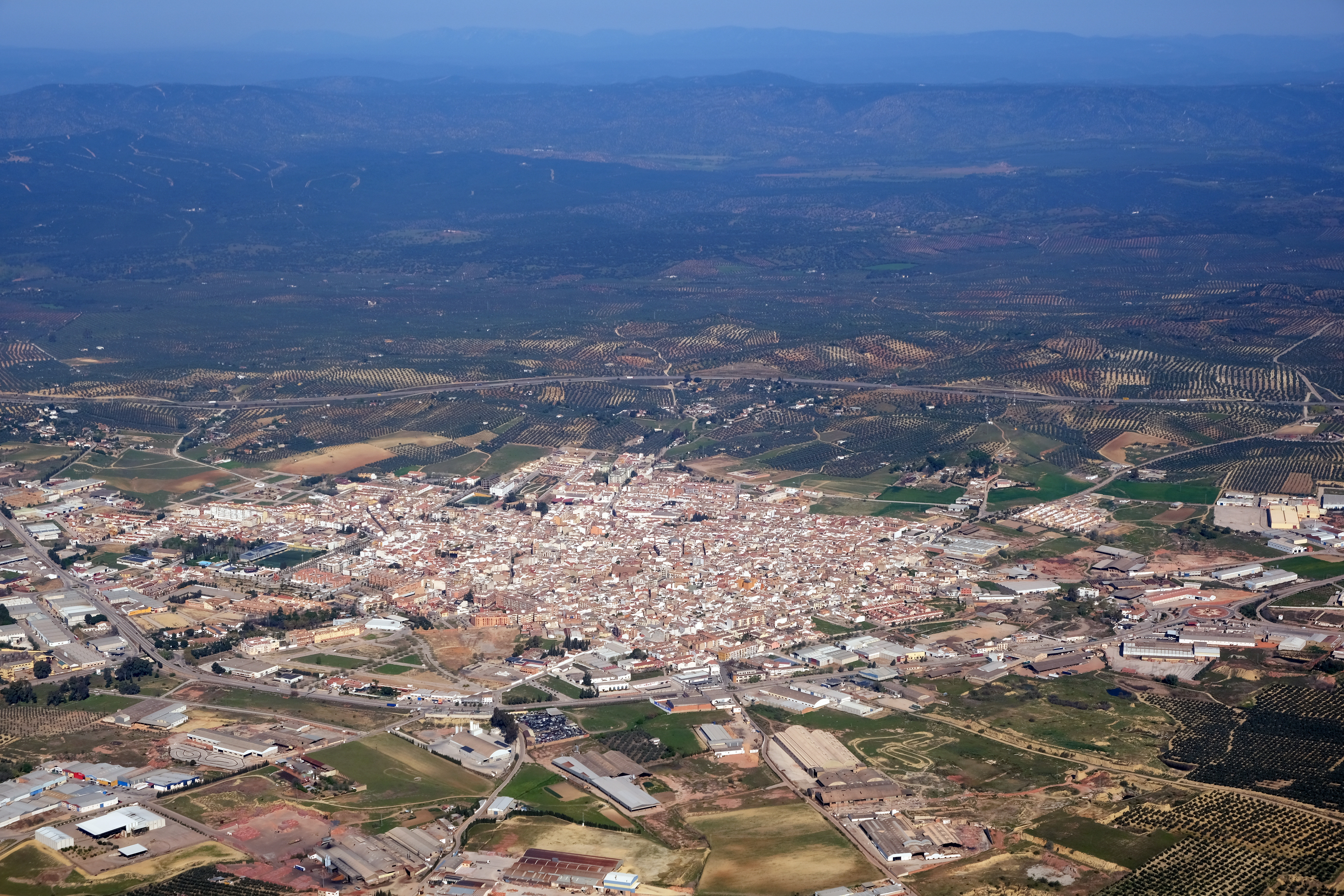
Vista aérea de Bailén desde el sur. Puede apreciarse la autovía A-4 por detrás de la localidad

Forma parte de la comarca de Sierra Morena de la provincia de Jaén, situándose a 39 km de la capital provincial. El término municipal está atravesado por varias autovías, siendo el principal punto de conexión del centro de la península con las ciudades del sur. La autovía A-4 cruza el municipio entre los pK 289 y 300, y sirve de conexión con Córdoba y Sevilla. La autovía A-44 (y la carretera N-323) la comunican con Jaén, Granada y Almería. La autovía A-32 (y la carretera N-322) pone en comunicación el sur con el Levante español a través de Albacete. 
El relieve del territorio se caracteriza por la transición entre sierra Morena al norte y el valle del Guadalquivir al sur, oscilando la altitud entre los 447 m (Alto de la Muela) y los 230 m (ribera del río Rumblar al suroeste). Los ríos que discurren hacia el Guadalquivir son el Guadiel (al este) y el Rumblar (al oeste). El núcleo urbano se alza a 347 m sobre el nivel del mar. 
| Noroeste: Baños de la Encina y Guarromán (exclave)  | Norte: Baños de la Encina | Noreste: Guarromán |
| Oeste: Guarromán (exclave) y Villanueva de la Reina |                           | Este: Linares      |
| Suroeste: Espeluy                                   | Sur: Jabalquinto          | Sureste: Linares   |

## Historia
Bailén cuenta con una importante historia debido a su posición estratégica. Desde la Prehistoria ha estado habitada por poblaciones diseminadas por todo el territorio municipal. Ya en la Edad del Cobre se establecen asentamientos poblacionales más estables, dando lugar a la formación de oppidum ya en la época ibera, documentados en cerro Garrán.
El lugar debió tener importancia en tiempos de Cartago, pues numerosos hallazgos encontrados durante el siglo XX en diversos puntos del municipio testimonian un comercio ibero-púnico importante, propiciado quizás por la cercanía de la importante población de Cástulo. Se cree que existían en el término municipal más de un oppidum, lugar que era denominado Baikula por los habitantes prerromanos, y romanizado posteriormente como Baecula. Según la tradición en este lugar tuvo lugar la batalla de Baecula por cierta similitud fonética (que algunos autores han alegado) como por la posición estratégica de este enclave, y también por un texto de Polibio donde se menciona Cástulo como cercana a Baecula. Pero recientes hallazgos de investigadores de la Universidad de Jaén terminan por concluir que el escenario de la batalla se sitúa en las cercanías de la población actual de Santo Tomé, a unos 60 km al este de Cástulo, identificando el oppidum de Turruñuelos con la población de Baecula que citan las fuentes clásicas.
Desde el siglo I a. C. se asientan en las zonas de la Toscana numerosas familias romanas, levantándose gran número de villae por todo el territorio. De esta época se localizaron varias estelas funerarias e inscripciones de índole similar. Otro de los hallazgos más interesantes es una inscripción ya en época visigoda, localizada en los muros de la antigua fortaleza de Bailén. Se trata de una lápida fundacional en la que según reza, el abad Locuber construyó dos coros en la que debía ser la iglesia de una fundación monástica fechada en el año 691, durante el reinado del rey visigodo Egica. La antigua fortaleza de Bailén, de la que en la actualidad no queda más que el nombre de la calle el Castillo, recordando la estructura que antaño allí existía, fue el núcleo fundacional del municipio. Entre muchas teorías, se ha especulado sobre la construcción de este castillo sobre un antiguo asentamiento romano-visigodo, aunque no se han realizado investigaciones sobre ello. En el interior de este recinto se encontraba también la antigua iglesia de Santa Gertrudis, cuyos restos fueron demolidos, junto con los del castillo, en 1969. A pesar de esto, aún hoy queda en pie parte de un torreón octogonal y una ventana ojival de la iglesia, en el patio de una vivienda privada.

Durante la época musulmana, Bailén debió ser una aldea, pues no es mencionada en las fuentes salvo en una ocasión, en 1155 cuando Alfonso VII dio los castillos de Baños de la Encina, Segral y Bailén a su vasallo Abdelaziz en Baeza. Poco después de la conquista castellana, en 1311, aparece relacionada entre las parroquias pertenecientes a Baeza. En 1349 Alfonso XI de Castilla vendió la villa de Bailén, junto con el castillo, a Pedro Ponce de León el Viejo, señor de Marchena y tataranieto del rey Alfonso IX de León, a cambio de la suma de 150 000 maravedís. Bailén pasó a ser una más de las posesiones del patrimonio de la familia Ponce de León, que llegaría a su apogeo en 1440 cuando Juan II de Castilla otorgó a uno de sus descendientes el condado de Arcos.En esta época, el castillo fue modificado hasta convertirse en Palacio Ducal, cuya fachada aún se conserva junto a la ermita de Nuestro Padre Jesús.

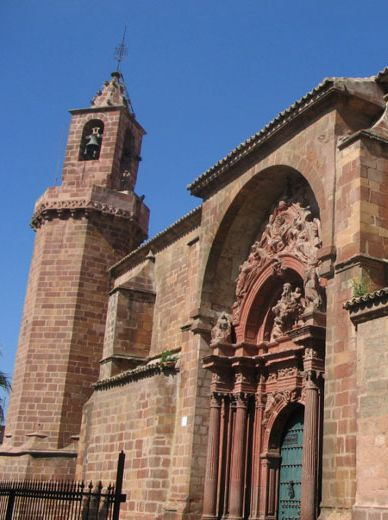
Parroquia de la Encarnación en Bailén

A lo largo del siglo XV se tienen varias noticias del castillo de Bailén, que aparecen relacionadas con el Condestable Lucas de Iranzo. Este lo utilizó ocasionalmente como residencia, tanto para agasajar visitantes, como para organizar cacerías y corridas de toros, e incluso lo atacó en 1470, para castigar al señor de la villa que defendía la causa de Isabel frente a Enrique IV.
En 1481 la localidad pasó a la familia de los Montemayor, al enlazar por matrimonio ambas familias.

### Edad Moderna y Contemporánea
En el siglo XVIII heredó el castillo María Josefa Alfonso de Pimentel Téllez de Girón, duquesa de Benavente, Arcos y Osuna, familia a la que la fortaleza perteneció hasta el siglo XIX. Todos estos monumentos se encuentran ubicados dentro del casco histórico de Bailén, en el que también puede admirarse las numerosas casas y palacetes de entre los siglos XVII al XIX. 
La fama universal de Bailén se debe a la batalla de Bailén (19 de julio de 1808) en las que fueron vencidas por primera vez en campo abierto las tropas de Napoleón, capitaneadas por Dupont, a manos del general Castaños y el general Teodoro Reding. La batalla se celebró a las puertas de la ciudad, donde los españoles en despliegue sobre una zona elevada sobre el campo y con sus flancos apostados en cerros, recibieron al contingente de tropas de Dupont, que salieron desde Andújar. El Plan de Porcuna diseñado por Castaños no contaba con la celebración del combate allí, sino en Andújar, pero la marcha de los franceses obligó a los españoles de Reding a formar en Bailén, donde estaban vivaqueando. De este modo, el combate empieza alrededor de las tres de la madrugada y termina a mediodía. 
Los franceses intentaron romper los flancos españoles y lanzaron tres ataques generales al centro español, siendo imposible romper sus filas. Finalmente, Dupont, con sus regimientos agotados bajo un intenso calor de julio, sus filas destrozadas y desordenadas, y perdiendo la fe en el general Vedel, que debería de aparecer por la retaguardia española, decide rendir las armas y pedir capitulación. El combate acabó, saldándose con unos 3000 muertos en el bando francés y diez veces menos en el español, así como unos 18 000 prisioneros franceses. A pesar de ello, Vedel aparece tarde por la retaguardia española, no recibiendo la noticia del final de la batalla y entablando brevemente nuevos combates. Durante los siguientes días, se llevaron a cabo las capitulaciones entre ambos bandos. Gran parte de los mandos galos fueron devueltos a Francia, recibiendo Dupont la ira de Napoleón. Los 18 000 prisioneros franceses fueron conducidos a Cádiz, donde embarcaron rumbo a la desierta isla de Cabrera, donde fueron abandonados y donde murieron. La noticia de la victoria corrió como la pólvora por toda España y Europa, rompiéndose el mito de la invencibilidad de la Grande Armee. Debido a ello, José Bonaparte tuvo que abandonar Madrid, siendo repuesto más tarde.
A lo largo del siglo XIX se produjo un progresivo aumento de su población: de unos 3000 habitantes con los que comenzaba la centuria, a principios del siglo XX ya alcanzaba los 7375. En 1893 entró en funcionamiento la estación de ferrocarril de Bailén, perteneciente a la línea Linares-Puente Genil, situada a las afueras del municipio. La estación estuvo operativa hasta la década de 1960, coincidiendo con el cierre al servicio de pasajeros del tramo Espeluy-Linares.
Tras la guerra civil, Bailén se consolidó como uno de los principales núcleos de la provincia, una población emprendedora que centra su actividad en el sector industrial y servicios, y que en el último censo supera ligeramente los 18 200 habitantes. A principios de la década de 1990 se convierte en un punto estratégico de llamada "marcha" jiennense, encontrándose en Bailén multitud de locales de ocio a los que se trasladaban jóvenes desde toda la provincia.
En 2008 se celebra el Bicentenario de la batalla de Bailén, siendo un año repleto de actividades, y en el que destacó la reconstrucción histórica de la batalla con la participación de casi 800 personas de toda Europa. Por los motivos históricos de 1808 que le unen con la ciudad de Móstoles, el mismo año se hermanó con ella.

## Demografía
Cuenta con una población de 17 264 habitantes (INE 2024).
| Gráfica de evolución demográfica de Bailén entre 1842 y 2021                                                          |
| |
| Población de derecho según los censos de población del INE. Población de hecho según los censos de población del INE. |

## Administración y política
|          | 1979 | 1983 | 1987 | 1991 | 1995 | 1999 | 2003 | 2007 | 2011 | 2015 | 2019 | 2023 |
| AP/PP    | -    | 4    | 3    | 3    | 5    | 4    | 4    | 4    | 6    | 7    | 8    | 9    |
| PSOE     | 7    | 11   | 13   | 5    | 7    | 10   | 7    | 8    | 8    | 6    | 7    | 7    |
| AIBAILEN | -    | -    | -    | -    | 2    | 3    | 6    | 5    | 2    | 3    | 2    | 1    |
| PCE/IU   | 1    | 0    | 0    | 0    | 1    | 0    | 0    | -    | 1    | 0    | 0    | 0    |
| Vox      | -    | -    | -    | -    | -    | -    | -    | -    | -    | -    | -    | 0    |
| Ind.     | 4    | 2    | -    | 8    | -    | -    | -    | -    | -    | -    | -    | -    |
| Cs       | -    | -    | -    | -    | -    | -    | -    | -    | -    | -    | 0    | -    |
| UCD/CDS  | 4    | -    | 1    | 1    | -    | -    | -    | -    | -    | -    | -    | -    |
| PA       | -    | -    | -    | 1    | -    | 0    | -    | 0    | -    | 0    | -    | -    |
| Otros    | 1    | -    | 0    | -    | 2    | -    | -    | -    | -    | 1    | -    | 0    |

| Periodo   | Nombre                                               | Partido  |
| --------- | ---------------------------------------------------- | -------- |
| 1979-1983 | Salvador Ortiz Barragán 1981: Juan José Alcalá Marín | PSOE UCD |
| 1983-1987 | Rafael Montes Martínez 1985: Luis Villarejo Cano     | PSOE     |
| 1987-1991 | Luis Villarejo Cano                                  | PSOE     |
| 1991-1995 | Luis Villarejo Cano 1993: Antonio Gómez Huertas      | PSOE     |
| 1995-1999 | Antonio Gómez Huertas                                | PSOE     |
| 1999-2003 | Antonio Gómez Huertas                                | PSOE     |
| 2003-2007 | Bartolomé Serrano Cárdenas                           | AIBAILEN |
| 2007-2011 | Bartolomé Serrano Cárdenas                           | AIBAILEN |
| 2011-2015 | Simona Villar García                                 | PSOE     |
| 2015-2019 | Luis Mariano Camacho Núñez                           | PP       |
| 2019-2023 | Luis Mariano Camacho Núñez                           | PP       |
| 2023-act. | Luis Mariano Camacho Núñez                           | PP       |

## Economía

### Evolución de la deuda viva municipal
El concepto de deuda viva contempla sólo las deudas con cajas y bancos relativas a créditos financieros, valores de renta fija y préstamos o créditos transferidos a terceros, excluyéndose, por tanto, la deuda comercial.
| Gráfica de evolución de la deuda viva del Ayuntamiento de Bailén entre 2008 y 2022                                  |
| |
| Deuda viva del Ayuntamiento de Bailén, en miles de euros, según datos del Ministerio de Hacienda y Función Pública. |

## Cultura

### Fiestas
Las fiestas locales son del 17 al 22 de julio, siendo el 19 el día conmemorativo de la batalla de Bailén, declaradas de Interés Turístico Nacional. El 17 se abre la feria con el pregón, la inauguración del alumbrado y fuegos artificiales en el paseo de las Palmeras. El día 20, los soldados procesionan a la Virgen de Zocueca por las calles bailenenses. El día 22 se cierran las fiestas con el toro de fuego y un espectáculo de fuegos artificiales. Es muy destacada la muy antigua y tradicional presencia de unidades militares en los días en los que se conmemora la Batalla de Bailén. En especial, la Brigada de Infantería Mecanizada Guzmán el Bueno X, de Córdoba; así como la asistencia de importantes autoridades civiles y militares.
Anualmente, en octubre, grupos de Recreación Histórica de toda España y Europa se desplazan a Bailén para reconstruir la célebre batalla con los uniformes y armas de la época. En el año del bicentenario hubo 800 participantes.
El 1 de mayo, día de San José Obrero, se celebran las fiestas del barrio homónimo al santo.
La patrona de Bailén es la Virgen de Zocueca, cuyo día es festejado el 5 de agosto, siendo la romería el último domingo de septiembre, cuando procesionan a la patrona hasta el santuario de Zocueca, aldea que se encuentra dentro del término del municipio vecino Guarromán. Los demás días del año, la virgen se encuentra junto al altar de la iglesia de Nuestra Señora de la Encarnación.
Durante el mes de julio, Bailén recrea el ambiente de la Batalla de la Guerra de la Independencia española, con un campamento y un mercado de época, exposiciones, grupos de recreación y desfiles. 

### Arte y literatura
En la literatura, Benito Pérez Galdós otorga el nombre de Bailén a la cuarta entrega de sus episodios nacionales. En lo relacionado con la pintura, José Casado del Alisal pintó el cuadro La Rendición de Bailén.
Dentro de la ciudad cabe destacar la iglesia parroquial de la Encarnación con más de 500 años de antigüedad así como en San Dimas de autor desconocido y unos frescos en peligro de desaparición. La ermita de la Soledad y su camarín en yeso de barroco, la de Nuestro Padre Jesús Nazareno, la de San Juan Evangelista y la del Santo Cristo. De construcción más moderna, destaca la Parroquia de San José Obrero construida en los años 60 y que contiene en su fachada un bajo relieve realizado por el escultor malagueño José Antonio Rivas Fernández y una pintura al fresco del famoso pintor nacional Francisco Baños en el que representa los desposorios de la Virgen María y San José. Además de estos lugares es importante hablar de la calle Real, el paseo del Monumento, llamado así en honor al monumento conmemorativo de la batalla de Bailén del 19 de julio de 1808, también obra del escultor José Antonio Rivas Fernández, así como la iglesia de El Salvador, de estilo más moderno, y en cuya fachada principal, podemos encontrarnos con otro interesante bajo relieve que combina muy bien con el estilo de la iglesia, hecho también por el escultor malagueño.
El paseo del Monumento, también llamado popularmente como paseo de las Palmeras, consta de dos tetraedros simétricos sobre los que se intersecciona un prisma oblicuo de base rectangular en cuya base se sitúa un mural cerámico, bajo relieve que interpreta, por un lado, La rendición de Bailén del cuadro de José Casado del Alisal. Situado a ambos lados, podemos observar dos pequeños poemas escritos por José Antonio Rivas Fernández, en donde rinde un homenaje a los héroes de Bailén. Por la parte posterior del monumento, está representada bajo relieve, la tradición local: la cerámica y el cultivo del olivar. Otras cosas a destacar de la ciudad, será la fachada del palacio ducal de los Ponce de León, el ayuntamiento o la plaza General Castaños que tiene en su centro la estatua de la diosa romana Iberia cedida por la reina Isabel II en su visita a Bailén.

## Deportes
El Unión Baloncesto Bailén es el club de Baloncesto del municipio.
El Recreativo de Bailén es el club de fútbol del municipio.

## Ciudades hermanadas
- Móstoles (España)
- Spetses (Grecia)
- Yapeyú (Argentina)
- Villa de Leyva (Colombia)